# Krzysztof Sawicki
Krzysztof Leszek Sawicki (ur. 17 stycznia 1955 w Warszawie) – polski urzędnik. Konsul Generalny we Lwowie (2000–2003).

## Życiorys
Krzysztof Sawicki w 1980 ukończył filologię polską na Katolickim Uniwersytecie Lubelskim. Od 1981 pracował jako dziennikarz i redaktor w periodykach Solidarności w Białymstoku i Lublinie. Publikował m.in. w „Więzi” i „Tygodniku Powszechnym”. Od stanu wojennego do 1989 pracował w wydawnictwach podziemnych, np. w Archiwum Wschodnim. W 1989 współpracował z białostockim Wydawnictwem „Versus”. Pracował również w biuletynie Solidarności w Białymstoku oraz w czasopismach tyczących się relacji Polaków z Litwinami, Białorusinami i Ukraińcami.
W 1990 został zatrudniony w Ministerstwie Spraw Zagranicznych, rok później objął stanowisko konsula ds. polonijnych w Ambasadzie RP w Moskwie, przechodząc później do Wydziału Politycznego. W latach 1995–1998 pracował w Wydziale Politycznym Ambasady RP w Ałmaty, pełniąc jednocześnie funkcję zastępcy ambasadora. Od 7 września 2000 do 15 lipca 2003 piastował urząd Konsula Generalnego RP we Lwowie. Ze Lwowa powrócił do MSZ, do Departamentu Współpracy z Polonią. W tym czasie był delegowany na kilka miesięcy do placówek w Londynie, Moskwie, Mińsku, Królewcu. W latach 2016–2017 był p.o. kierownika Konsulatu Generalnego RP w Łucku.
W 2020 odznaczony Krzyżem Wolności i Solidarności.